# Raining Blood
«Raining Blood» — пісня американського треш-метал гурту Slayer. Це десята пісня на їхньому альбомі 1986 року Reign in Blood. Її написали гітаристи Джефф Ганнеман і Керрі Кінг. В тексті йдеться про релігію, зокрема, про повалення небес.
Триває 4 хвилини 14 секунд і є одним з трьох треків на Reign in Blood, які перевищують три хвилини. Закінчується хвилиною дощових звукових ефектів. AllMusic дає їй епітет «класична». Фани вважають її однією з найпопулярніших пісень Slayer. Ганнеман і Кінг визнають її як улюблену пісню для гри наживо і майже завжди виконують під час концертів.
Пісня часто з'являлась у ЗМІ та інших медіа, зокрема в епізоді серіалу Південний парк під назвою «Здохни, хіппі, здохни», а також грі Guitar Hero III: Legends of Rock, як одна з найважчих пісень у сет-листі Career Mode. Живе виконання пісні входить до збірок Headbangers Ball і Hard N' Heavy Vol. 61.

## Написання і тема
Пісню «Raining Blood» написали Джефф Ганнеман і Керрі Кінг. Д. Х. Ферріс сказав, що «коли Ганнеман писав пісню, то уявляв темну вулицю або кривавий провулок», а потім продовжив думку, що пісня «описує вигнану душу, яка прокинулася і жадає помсти.» Другий куплет написав Кінг, який «узяв заголовок Ганнемана і розвинув його в новому напрямку». Пісню, як і решту Reign in Blood, записано 1986 року в Лос-Анджелесі (Каліфорнія) з продюсером Ріком Рубіном.
Ганнеман пояснював, що «мова йде про хлопця, який перебуває в чистилищі, тому що його вигнали з небес. Він чекає на помсту і хоче поставити раком це місце». Кінг далі каже, що «інша частина пісні пояснює, що відбувається, коли він починає ставити раком усіх. Рядок „повернення до влади наближається“, означає, що він чекає, коли стане досить сильним, щоб знову повалити небеса. А потім: „Падайте на мене, малинові сльози небес“ — кров усіх людей падає на нього. Отож „кривавий дощ“ — це кров ангелів, яка падає на нього».

## Композиція
«Raining Blood»  триває чотири хвилини сімнадцять секунд і є завершальним треком альбому Reign in Blood. Це одна з трьох пісень платівки, яка звучить довше, ніж три хвилини. За словами Стіва Г'юї з AllMusic, «повільні рифи цієї композиції містять більшу частину натяків на мелодію в музиці альбому». Музику до пісні одноосібно написав гітарист Ганнеман (також основний автор тексту пісні), який у своєму творі виплеснув ворожість і гнів. Г'юї також зазначив, що «рифи побудовано на атональному хроматизмі і вони звучать так само кровожерливо, як і сцени насильства, зображені у багатьох текстах», і назвав це чимось «жахливим», яке «викликає жахливі спогади».
Клей Джервіс з журналу Stylus написав, що пісня має «оманливий, випаленоземельний, вступ, зловісну грім-і-том-том-триплет інтерлюдію і один з найбільш впізнаваних рифів в історії металу. Це динамічне, вибухове та гідне завершення чудового, жорстокого досвіду». Д. Х. Ферріс, Автор книги Reign In Blood (ISBN 978-0-8264-2909-4) в серії 33⅓, сказав, що пісня «вривається в життя своїм основним рифом, десятьма найбільш впізнаваними нотами в історії металу, diminished-scale run down по грифу, який є найкрутішим гітарним рифом від часів пісні 'Sweet Leaf' гурту Black Sabbath». Гітарист Керрі Кінг заявив, що «вступ великий, містить дві гармонії, а тоді йде перший удар, який робить Дейв [Ломбардо], подвійною бочкою, і нагадує галоп задом наперед, що заводить натовп, де б ви не були». Композиція завершується хвилиною «дощових звукових ефектів», закриваючи альбом Reign in Blood.

## Живі виступи
«Raining Blood», разом з першим треком альбому Reign in Blood під назвою «Angel of Death» майже завжди з'являється на концертах гурту. Це улюблена пісня і Ганнемана і Кінга для живого виконання. Наприкінці DVD Still Reigning, йде сцена в якій гурт покритий підробленою кров'ю під час виконання цієї пісні. Коли їх запитали, яку пісню вони вважають найкращою, обидва гітаристи відповіли: «Raining Blood». Ганнеман зізнався, що він «все ще любить грати цю пісню наживо. Ви могли б подумати, що ми втомилися від цього — я маю на увазі, я хотів би знати, скільки разів ми грали її наживо. Це було б дуже цікаво». Кінг сказав: «ми могли б грати перед Аланіс Моріссетт, і публіка любить цю річ».
Кінг сказав Д. Х. Феррісу, що «завжди, коли 'Raining Blood' входить в сет-лист, вона просто електризує весь натовп. Люди просто всираються, коли ви вдаряєте перші кілька нот. Like 'Jesus Christ it's a guitar, settle down.'» У минулому гурт використовував підроблену кров, щоб покрити свої тіла, коли наживо виконували цю пісню. Однак, коли Кінга запитали про використання підробленої крові на майбутніх концертах, він зазначив, що «настав час рухатися далі, але ніколи не кажи ніколи. Я знаю, що Японія ніколи не бачила цього, Південна Америка та Австралія ніколи не бачили. Тож ви ніколи не знаєте».

## Присутність в інших медія
Пісня була присутня в 127-му епізоді серіалу Південний парк під назвою, «Здохни, хіпі, здохни», який вийшов у ефір 16 березня 2005 року. Гітарист Slayer Керрі Кінг знайшов епізод кумедним і висловив зацікавленість у шоу, згадавши це в інтерв'ю, говорячи: «було приємно побачити пісню яка приносить користь. Якщо ми можемо нажахати деяких хіпі, значить зробили свою роботу.»
Пісня також увійшла до трек-листа внутрішньоігрової радіостанції V-Rock в комп'ютерній грі Grand Theft Auto: Vice City. Пісню «Raining Blood» можна виконати у відео-грі Guitar Hero III: Legends of Rock, де її вважають однією з найважчих пісень у сет-листі Career Mode: в оголошенні про роботу від 2008 року для майбутніх плейтестерів Guitar Hero було сказано, що потенційні кандидати повинні вміти її зіграти, як одну з чотирьох на найвищому рівні складності. Ця пісня також фігурує в грі Guitar Hero: Smash Hits, з першими п'ятьма акордами в серії. 10 квітня 2012 року її випустили як завантажувану пісню для Rock Band 3, разом з South of Heaven і Seasons in the Abyss. 19 травня 2015 року випустили як завантажувану пісню для Rocksmith 2014 в рамках Slayer Song Pack.
На змаганнях зі змішаних бойових мистецтв UFC 97, які відбулись 18 квітня 2009, боєць Чак Лідделл виконав свій передостанній вихід в UFC під звуки «Raining Blood».

## Кавер-версії

### Торі Еймос
2001 року кавер на цю пісню виконала Торі Еймос на своєму студійному альбомі Strange Little Girls. Зробити кавер на «Raining Blood» запропонував басист Джастін Мелдал-Джонсен, який сказав співачці, що вона «спробувала практично будь-які жанри музики, від репу до нової хвилі, панку, кантрі, поп-музики, чому б не спробувати щось із  металу?» Мелдал-Джонсен вибрав альбом Reign in Blood, і прослухавши його, Еймос вирішила зробити кавер-версію на пісню «Raining Blood». В інтерв'ю вона заявила, що під час першого слухання пісні вона уявила як «ця прекрасна вульва [сміється]… проливається кривавим дощем на цю чоловічу грубу силу».
Кінг стверджує, що кавер був дивним; «мені знадобилося півтори хвилини, щоб зрозуміти, в якому місці пісні вона співає. Це так дивно. Якби вона не сказала нам, то ми б ніколи не дізналися. Якби ви це прокрутили нам, то ми б розвели руками, 'що це таке?' Десь через півтори хвилини я почув рядок і подумав: 'я знаю, де вона!'». У відповідь Slayer надіслали Еймос свої футболки на що вона відповіла, що їй це приємно. Ганнеман висловив щось подібне до Кінга, але зазначив, що за кілька років до того, коли Slayer грав на фестивалі перед Еймос, вона дозволила їм відіграти повну програму, хоча вони запізнились.

### Інші кавер-версії
На цю пісню також написали свої кавери такі гурти, як Malevolent Creation, Havok, Наталі Прасс, Body Count, Vader, Diecast, Quiet Company, Reggie and the Full Effect, а також Ерік Гіндс, який створив кавери на весь альбом Reign in Blood на інструменті h'arpeggione. На гітарні рифи з «Raining Blood» і «Mandatory Suicide» створив семпли репер Lil Jon в пісні «Stop Fuckin Wit' Me» на альбомі 2004 року Crunk Juice. Це була єдина спільна робота Ріка Рубіна з Lil Jon на цьому записі. Jon хотів створити «чорний варіант» пісні гурту Suicidal Tendencies під назвою «Institutionalized». У Новій Зеландії драм-енд-бейс-гурт Concord Dawn випустив драм-енд-бейс-кавер-версію цієї пісні на альбомі Uprising, у якій вони частково семплували знаменитий вступний риф пісні.

## Прийняття
Оглядач журналу Stylus' Клей Джервіс сказав, що пісня пасує як завершальна для альбому Reign in Blood, а також зазначив, що пісня, поряд з іншими піснями з Reign in Blood, має «маніакальні, ножівкові гітари, мусони з розкатів подвійного бас-барабану і горлове ричання — всі ноти досконалі і точні, дадуть прикурити будь-якому гурту, що нині грає швидко і/або важко». Беннетт підтвердив, що пісня «все ще примушує інші метал-гурту звучати [в порівнянні з ними] як кволі кицьки». Стів Г'юї назвав цю пісню класикою, і що її «повільні рифи містять більшу частину натяків на мелодії серед музики на альбомі». Ерік Гіндс з About.com каже, що ця частина несподівано стала баладою. Деррік Гарріс, редактор офіційної газети Університету Вісконсин–о-Клер, каже, що вона має «пухирчате соло». Пісня досягнула 64-го рядка в Британії і залишалася в чарті упродовж трьох тижнів.

## Виконавці
- Том Арая — бас, вокал[35]
- Джефф Ганнеман — гітара
- Керрі Кінг — гітара, бек-вокал
- Дейв Ломбардо — ударні
- Рік Рубін — продюсер
- Енді Воллес — інженер

## Чарти
| Чарт (1987)             | Найвище місце |
| ----------------------- | ------------- |
| Official Charts Company | 64            |